# Saint-Agnant-près-Crocq
Saint-Agnant-près-Crocq ist eine Gemeinde im Zentralmassiv in Frankreich. Sie gehört zur Region Nouvelle-Aquitaine, zum Département Creuse, zum Arrondissement Aubusson und zum Kanton Auzances. Sie grenzt im Norden an Saint-Maurice-près-Crocq und Crocq, im Osten und im Südosten an Flayat, im Südwesten an Malleret, im Westen an Magnat-l’Étrange sowie im Nordwesten an Saint-Georges-Nigremont.

## Bevölkerungsentwicklung
| Jahr      | 1962 | 1968 | 1975 | 1982 | 1990 | 1999 | 2008 | 2012 |
| --------- | ---- | ---- | ---- | ---- | ---- | ---- | ---- | ---- |
| Einwohner | 403  | 373  | 294  | 247  | 209  | 199  | 203  | 206  |

## Sehenswürdigkeiten

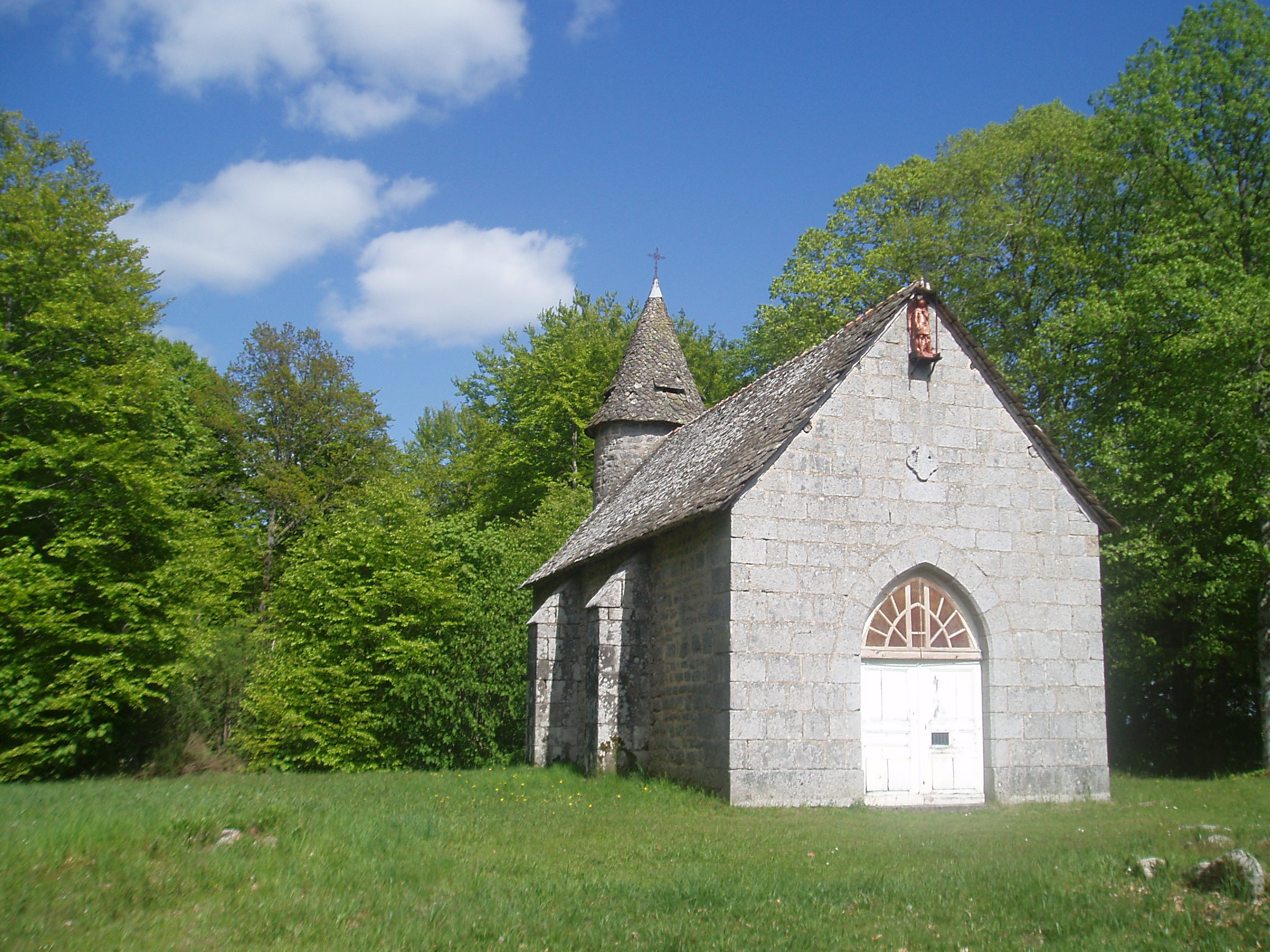
Kapelle Saint-Michel

- Kapelle Saint-Michel